# Distretto di Tolé
Il distretto di Tolé è un distretto di Panama nella provincia di Chiriquí con 11.885 abitanti al censimento 2010

## Geografia antropica

### Suddivisioni amministrative
Il distretto è suddiviso in nove comuni (corregimientos):
- Bella Vista
- Cerro Viejo
- El Cristo
- Justo Fidel Palacios
- Lajas de Tolé
- Potrero de Caña
- Quebrada de Piedra
- Tolé
- Veladero